# フローテハスト
フローテハスト（オランダ語: Grootegast [ˈɣroːtəˌɣɑst] ( 音声ファイル)）は、オランダのフローニンゲン州にある村。かつては基礎自治体（ヘメーンテだったが、2019年の行政再編でヴェステルクヴァルティエルの一部となった。

## 地区
ヘメーンテとしてのフローテハストは、下記の地区からなっていた。
- ドゥズム (Doezum)
- エヌマティル (Enumatil)
- ファーン (Faan)
- フローテハスト (Grootegast)
- コルンホルン (Kornhorn)
- ルチェハスト (Lutjegast)
- ニーケルク (Niekerk)
- オルデケルク (Oldekerk)
- オペンデ (Opende)
- セバルデブーレン (Sebaldeburen)

このうちいくつかの村々では、今も西フリジア語が使われている。

### フローテハスト村
旧フローテハスト・ヘメーンテの中心となっていた村。村名の gast は、沼沢地にある大きな砂の尾根を指す。Groot はオランダ語で「大きい」という意味である。神学者のコーネリウス・ヴァン・ティルの出身地。

## 姉妹都市
- キングストン（オーストラリア、タスマニア州）